# 24 mai
ianuarie • februarie • martie  • aprilie  • mai  • iunie  • iulie  • august  • septembrie  • octombrie  • noiembrie  • decembrie
24 mai este a 144-a zi a calendarului gregorian și ziua a 145-a în anii bisecți. Mai sunt 221 de zile până la sfârșitul anului.

## Evenimente

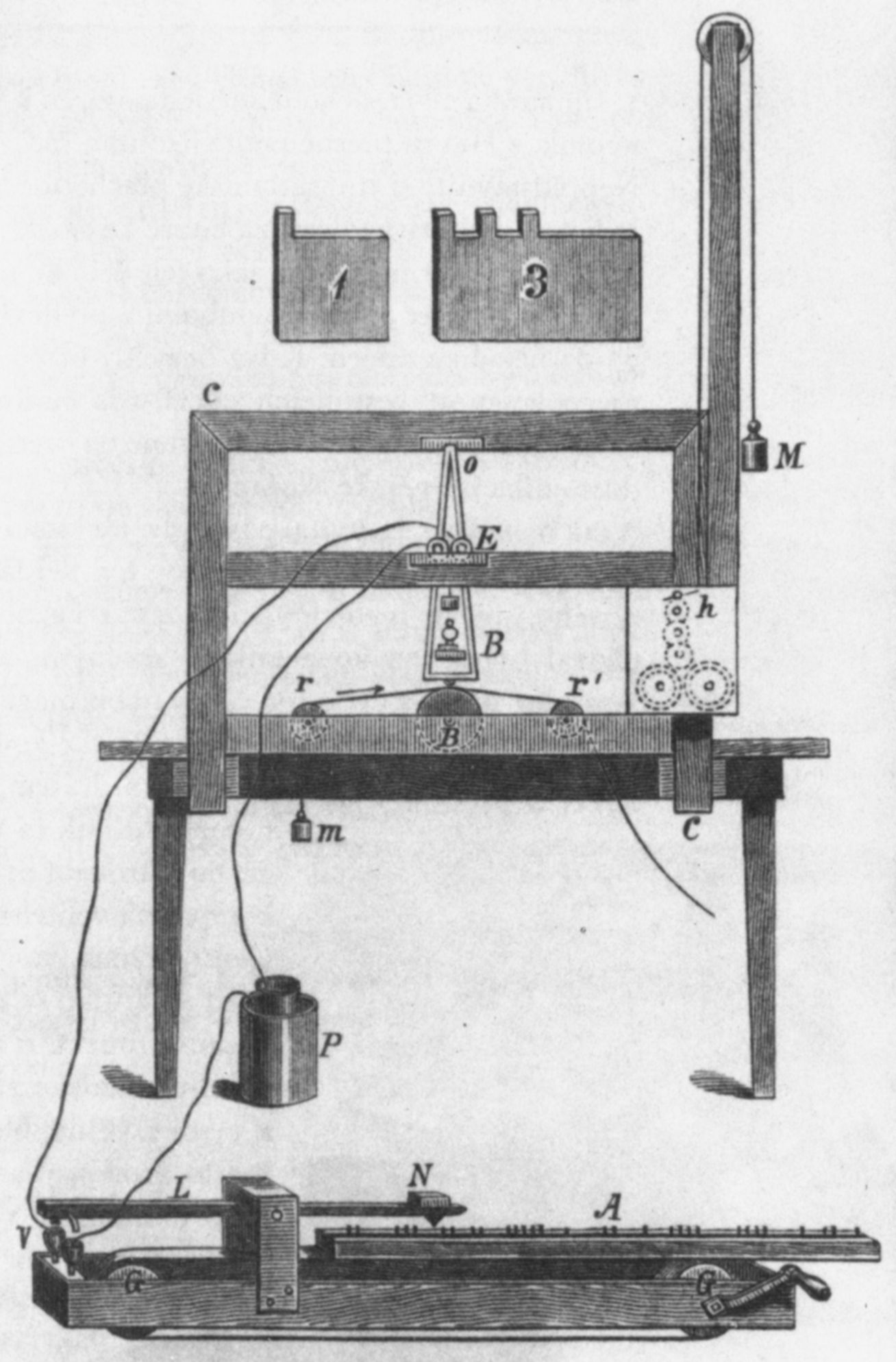
1844: Samuel Morse a transmis prima telegramă în codul Morse de la Washington DC, către asistentul său Alfred Vail, în Baltimore, Maryland pentru a inaugura prima linie telegrafică. Conținutul mesajului a fost: "Ce a făcut Dumnezeu?" (un citat biblic, numerele 23:23). În imagine telegraful lui Samuel Morse

- 1276: Magnus Ladulås este încoronat rege al Suediei în Catedrala din Uppsala.
- 1667: Armata regală franceză trece granița în Țările de Jos spaniole, începând Războiul de Devoluțiune care opune Franța Imperiului Spaniol și Triplei Alianțe.
- 1813: Liderul independenței sud-americane Simón Bolívar intră în Mérida, conducând invazia Venezuelei, și este proclamat El Libertador („Eliberatorul”).
- 1819: SS Savannah începe călătoria istorică plecând din Georgia, Statele Unite spre Liverpool, Anglia și devenind prima navă cu aburi care traversează Atlanticul. A ajuns la destinație la 30 iunie fiind salutată de sute de bărci și un vas de război.
- 1844: Samuel Morse a transmis prima telegramă în codul Morse de la Washington DC, către asistentul său Alfred Vail, în Baltimore, Maryland pentru a inaugura prima linie telegrafică. Conținutul mesajului a fost: „Ce a făcut Dumnezeu?” (un citat biblic, numerele 23:23).
- 1875: A fost constituit Partidul Național Liberal, printre membrii fondatori fiind: Ion C. Brătianu, M. Kogălniceanu, M.C. Epureanu.
- 1883: Podul Brooklyn, celebrul pod peste East River din New York, este deschis traficului după 14 ani de construcție, unindu-se astfel Brooklyn-ul de Manhattan.
- 1900: Al Doilea Război al Burilor: Regatul Unit anexează Republica Orange.
- 1903: Este inaugurat Castelul Pelișor
- 1906: Hotelierul elvețian César Ritz a deschis la Londra un alt hotel cu numele său, în care fiecare apartament are o baie privată, ca o noutate. Standardele de servicii și dotările de lux ale casei au stabilit standarde la nivel național.
- 1908: A fost inaugurată noua clădire a Muzeului de Istorie Naturală „Grigore Antipa” din București, în prezența regelui Carol I.
- 1915: Primul Război Mondial: Italia declară război Austro-Ungariei.
- 1943: Holocaust: Josef Mengele devine ofițerul șef medical la Auschwitz.
- 1956: Primul concurs Eurovision al cântecului are loc la Lugano, Elveția.[1]
- 1962: Astronautul american, Scott Carpenter, a orbitat de trei ori în jurul Pământului în capsula spatială Aurora 7.
- 1976: Avioanele Concorde aflate sub pavilion englez și francez au efectuat primele zboruri comerciale.
- 1981: Președintele ecuadorian Jaime Roldos a murit într-un accident de avion în circumstanțe misterioase.
- 1990: A luat ființă, la București, Teatrul Masca, singurul teatru de gest, pantomimă și expresie corporală din România, condus de actorul și regizorul Mihai Mălaimare.
- 2002: Rusia și Statele Unite semnează Tratatul de la Moscova, un tratat de reducere a armelor strategice, care a fost în vigoare din iunie 2003 până în februarie 2011, când a fost înlocuit de Tratatul New START.[2]
- 2004: Explozia de la Mihăilești, accident soldat cu 18 morți, 13 răniți și importante pagube materiale.

## Nașteri
- 1671: Gian Gastone de' Medici, Mare Duce de Toscana (d. 1737)
- 1684: Karl Alexander, Duce de Württemberg (d. 1737)
- 1686: Daniel Gabriel Fahrenheit, fizician german (d. 1736)
- 1702: Joseph Friedrich Ernst, Prinț de Hohenzollern-Sigmaringen, strămoșul regelui Carol I al României (d. 1769)
- 1743: Jean Paul Marat, publicist și om politic francez, unul dintre conducătorii Revoluției Franceze din 1789 (d. 1793)

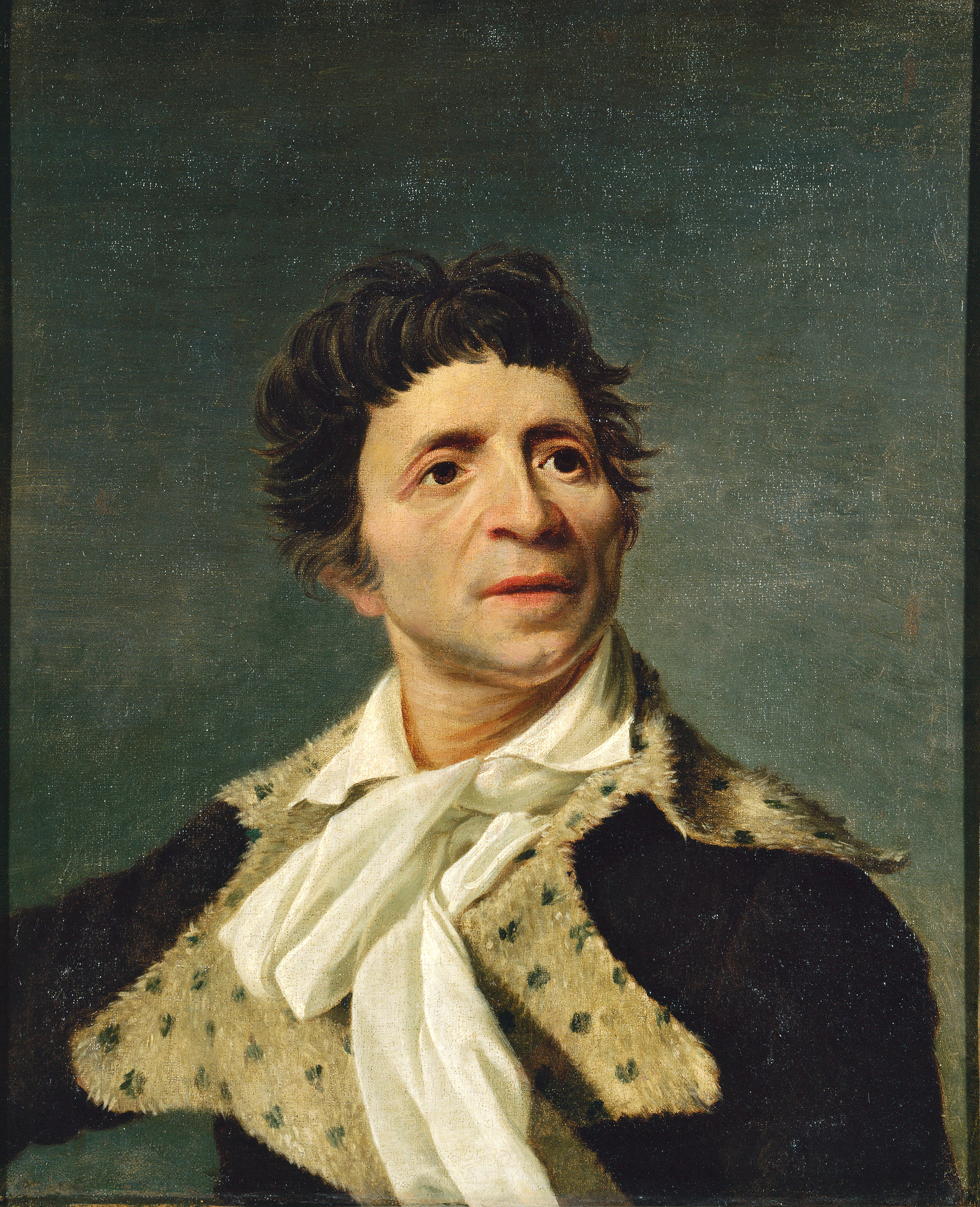
Jean Paul Marat, revoluționar francez
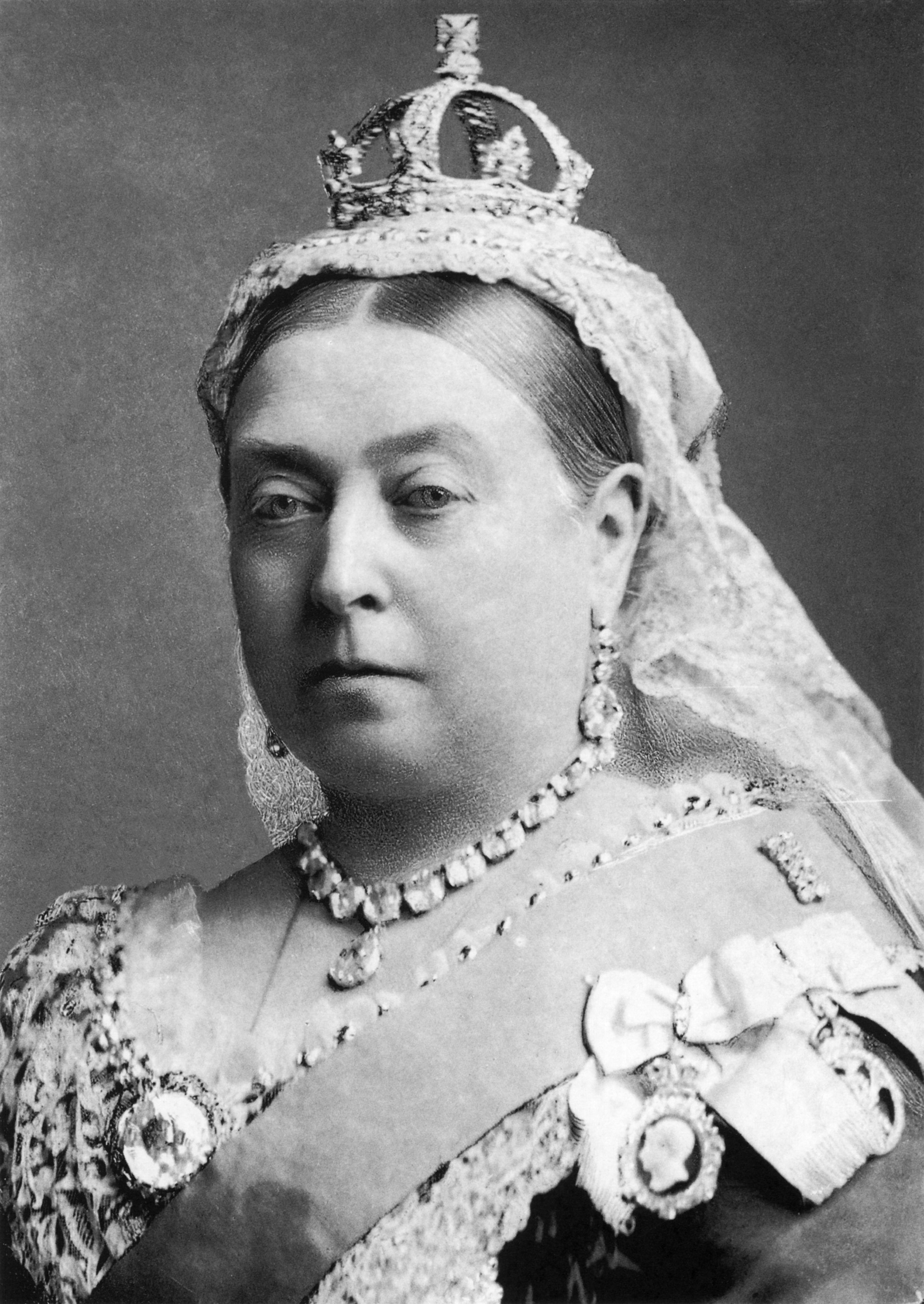
Regina Victoria
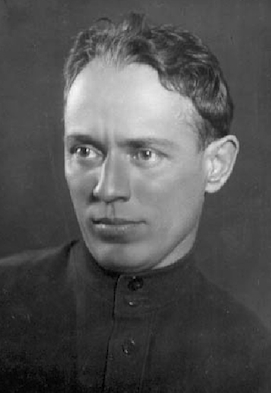
Mihail Șolohov, scriitor rus, laureat Nobel

- 1794: William Whewell, filosof englez (d. 1866)
- 1819: Regina Victoria a Marii Britanii și Irlandei și împărăteasă a Indiei (d. 1901)
- 1869: Albert André, pictor francez (d. 1954)
- 1895: Marcel Iancu, pictor, arhitect și eseist originar din România (d. 1984)
- 1898: Ferenc Agárdi, scriitor, publicist și istoric al culturii maghiar de origine evreiască, membru fondator al Partidului Comunist Maghiar (d. 1969)
- 1899: Henri Michaux, poet belgian (d. 1984)
- 1905: Mihail Șolohov, scriitor rus, laureat al Premiului Nobel pentru Literatură (1965)
- 1908: Fory Etterle, actor român de origine elvețiană (d. 1983)
- 1923: Ion Caraion, poet, traducător, eseist român (d. 1986)
- 1923: Victor Felea, poet și critic literar român (d. 1993)
- 1931: Michael Lonsdale, actor francez (d. 2020)
- 1937: Benone Sinulescu, interpret român de muzică populară (d. 2021)
- 1940: Iosif Brodski, poet rus, laureat al Premiului Nobel pentru Literatură (1987) (d. 1996)
- 1941: Bob Dylan, poet, compozitor, cântăreț, chitarist și actor american, laureat Nobel

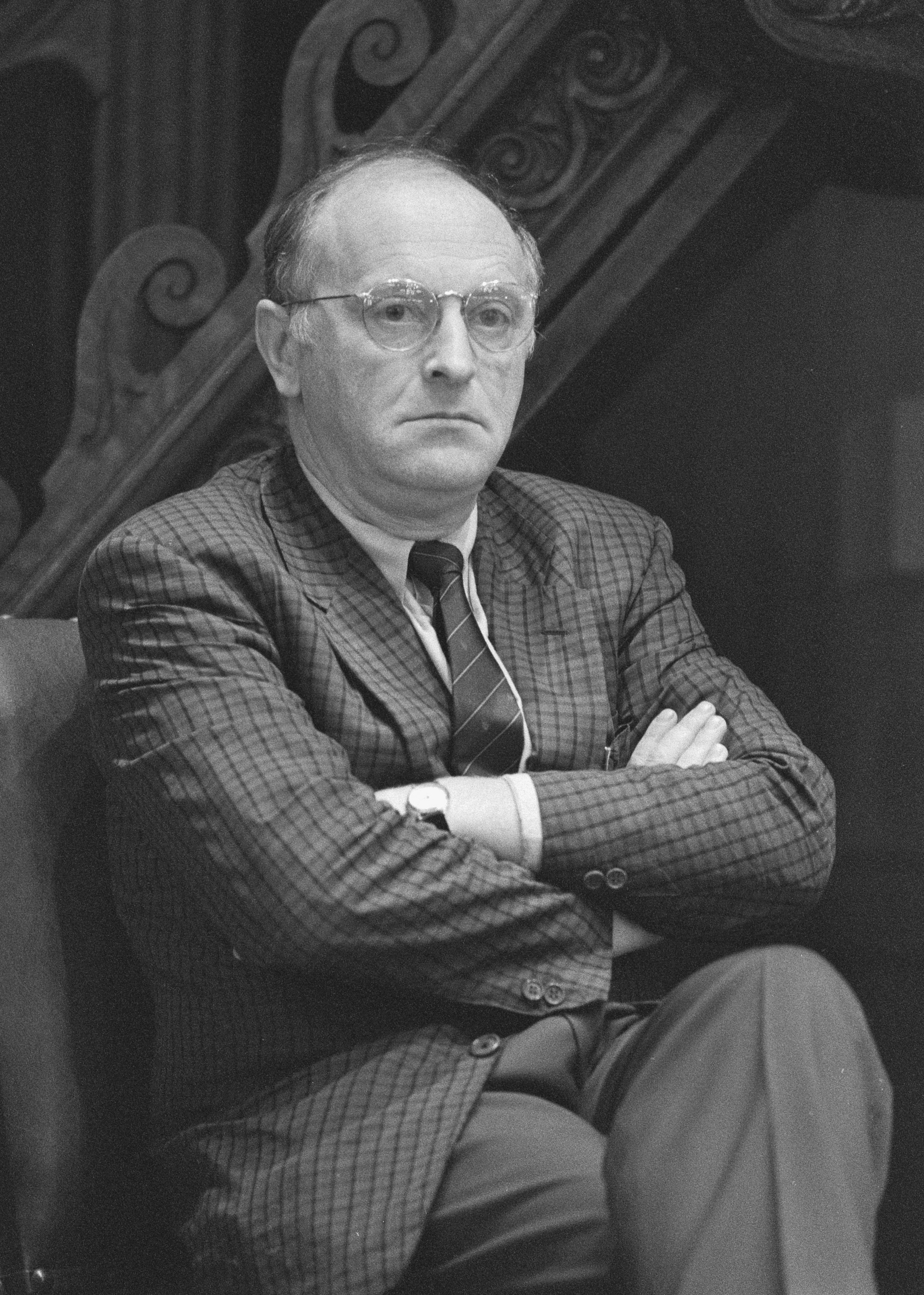
Iosif Brodski, poet rus, laureat Nobel
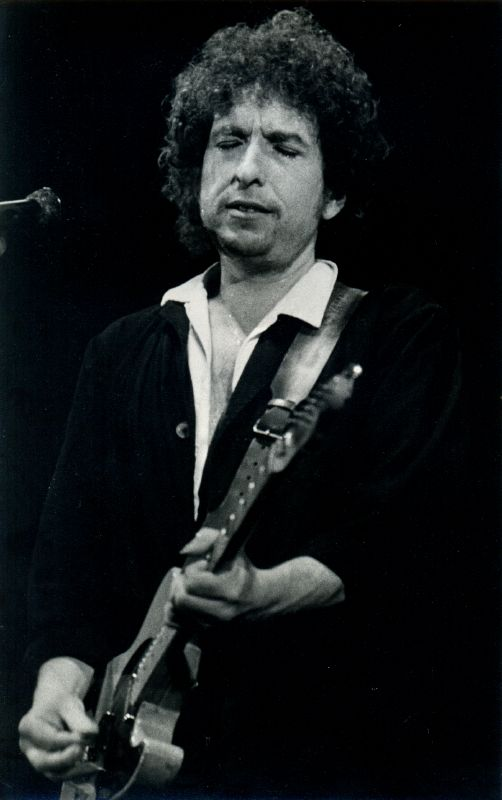
Bob Dylan, cântăreț, compozitor american, laureat Nobel
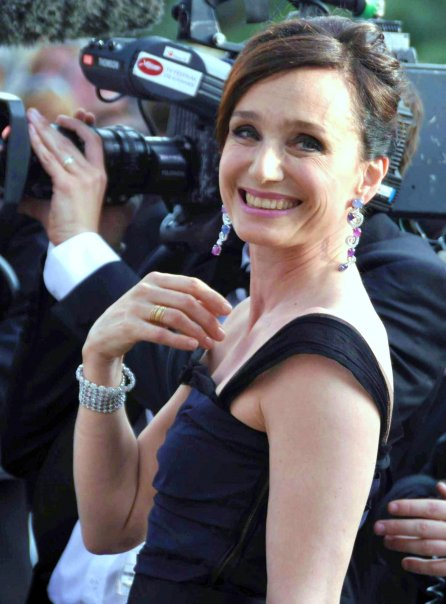
Kristin Scott Thomas, actriță engleză

- 1943: Gary Burghoff, actor american
- 1945: Priscilla Presley, actriță americană
- 1951: Jean-Pierre Bacri, actor, scenarist și dramaturg francez (d. 2021)
- 1954: Florin Iaru, poet român
- 1960: Guy Fletcher, instrumentist britanic (Dire Straits)
- 1960: Kristin Scott Thomas, actriță engleză
- 1962: Dan-Bogdan Hanu, scriitor român
- 1964: Raed Arafat, medic român de origine palestiniană, fondatorul SMURD
- 1966: Eric Cantona, fotbalist francez
- 1969: Nicoleta Luca-Meițoiu, pianistă română de muzică clasică
- 1972: Maia Sandu, fost Ministru al Educației (2012-2015), prim-ministru (2019) și președinte al Republicii Moldova (din 2020)
- 1985: Juan Carlos Toja, fotbalist columbian

## Decese

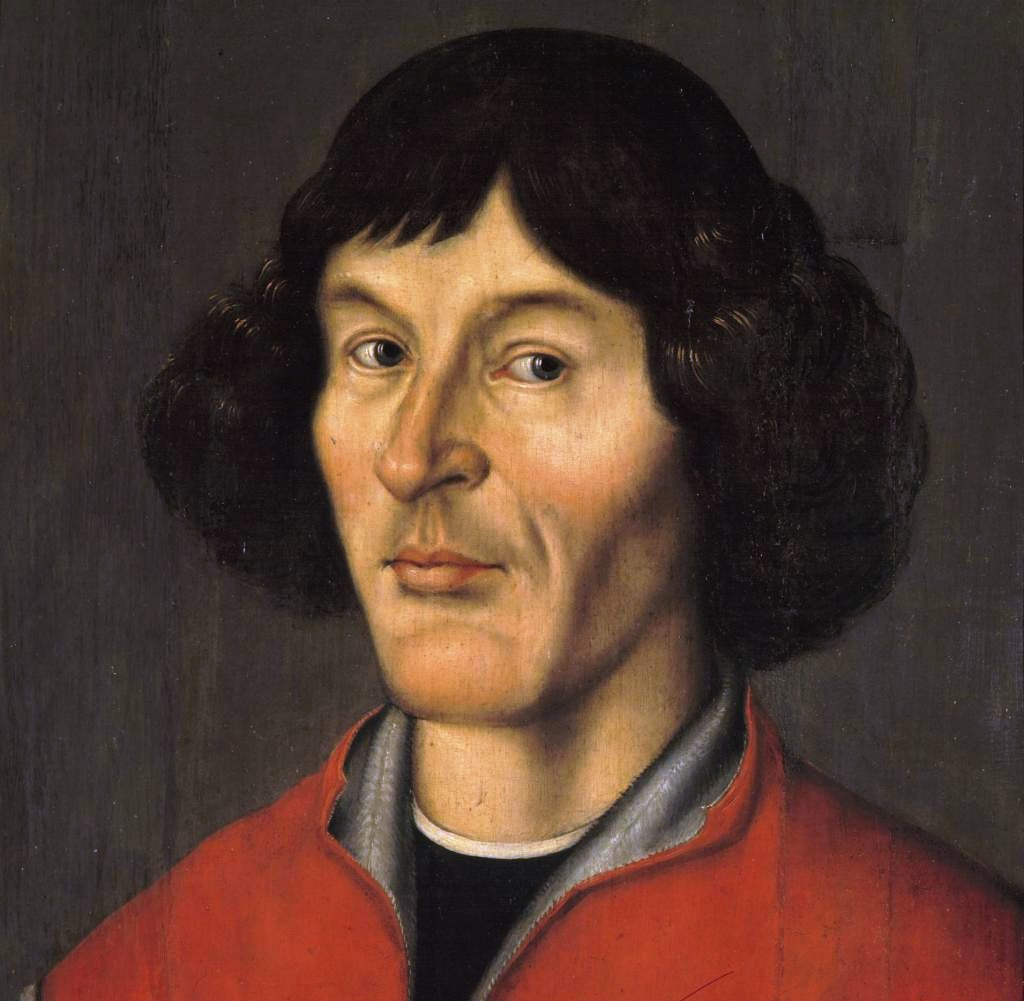
Nicolaus Copernicus, astronom polonez
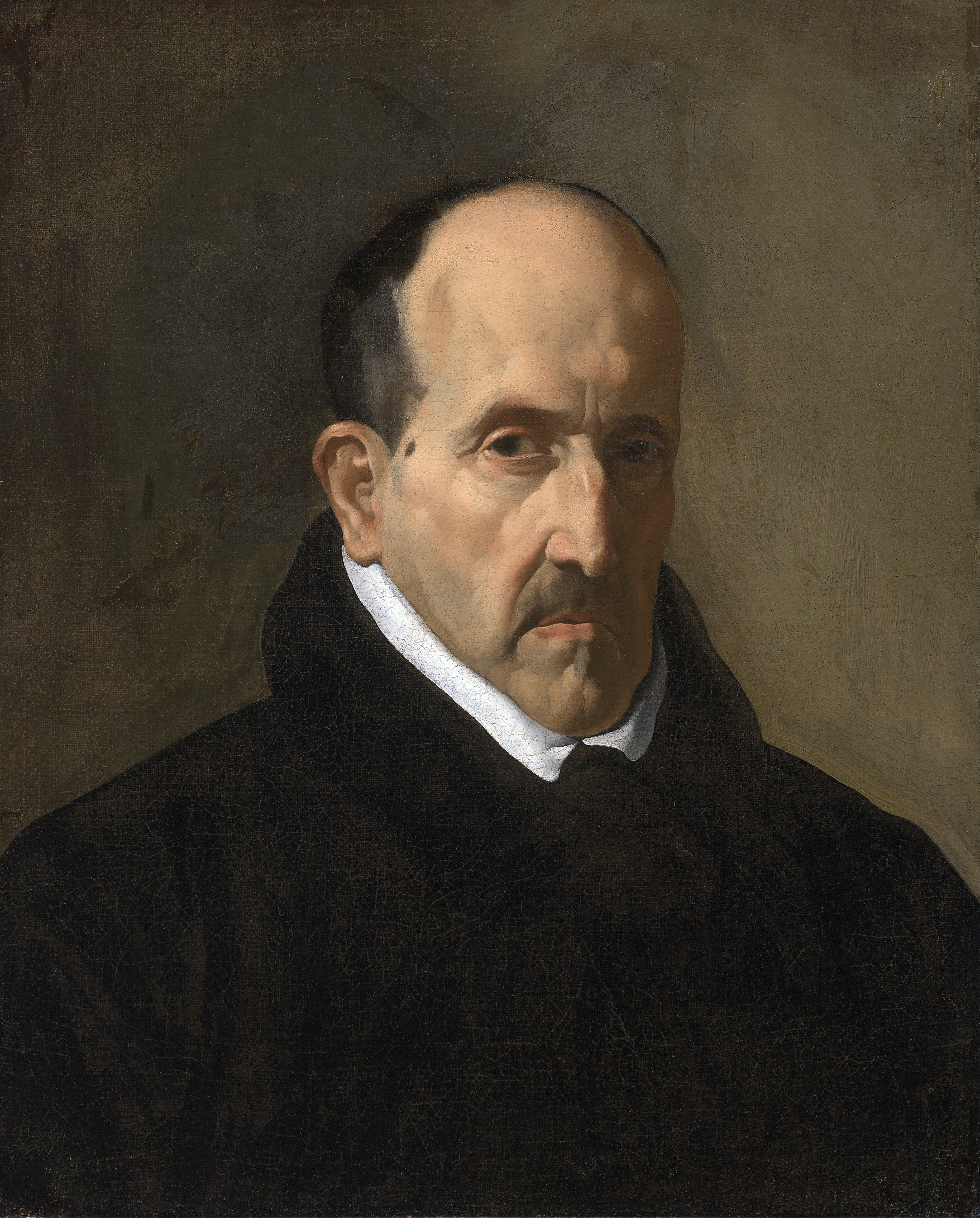
Luis de Góngora, poet spaniol
Pompiliu Eliade, istoric literar român

- 1153: David I al Scoției (n. 1084)
- 1201: Theobald al III-lea de Champagne (n. 1179)
- 1374: Algirdas,  Mare Duce al Lituaniei (n. 1296)
- 1543: Nicolaus Copernic, astronom, a elaborat și fundamentat teoria heliocentrică (n. 1473)
- 1627: Luis de Góngora y Argote, poet și cleric spaniol (n. 1561)
- 1697: Johann Adolf I, Duce de Saxa-Weissenfels (n. 1649)
- 1734: Georg Ernst Stahl, chimist și medic german (n. 1660)
- 1863: Elisa de Lamartine, pictoriță franceză (n. 1790)
- 1866: Louis Philippe, Prinț de Condé (n. 1845)
- 1898: Arhiducele Leopold Ludwig de Austria (n. 1823)
- 1914: Pompiliu Eliade, istoric literar român (n. 1869)
- 1919: Amado Nervo, poet mexican (n. 1870)
- 1959: John Foster Dulles, politician american (n. 1888)

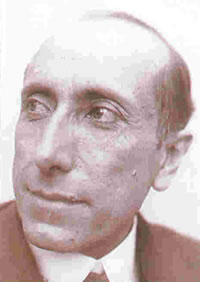
Amado Nervo, poet mexican
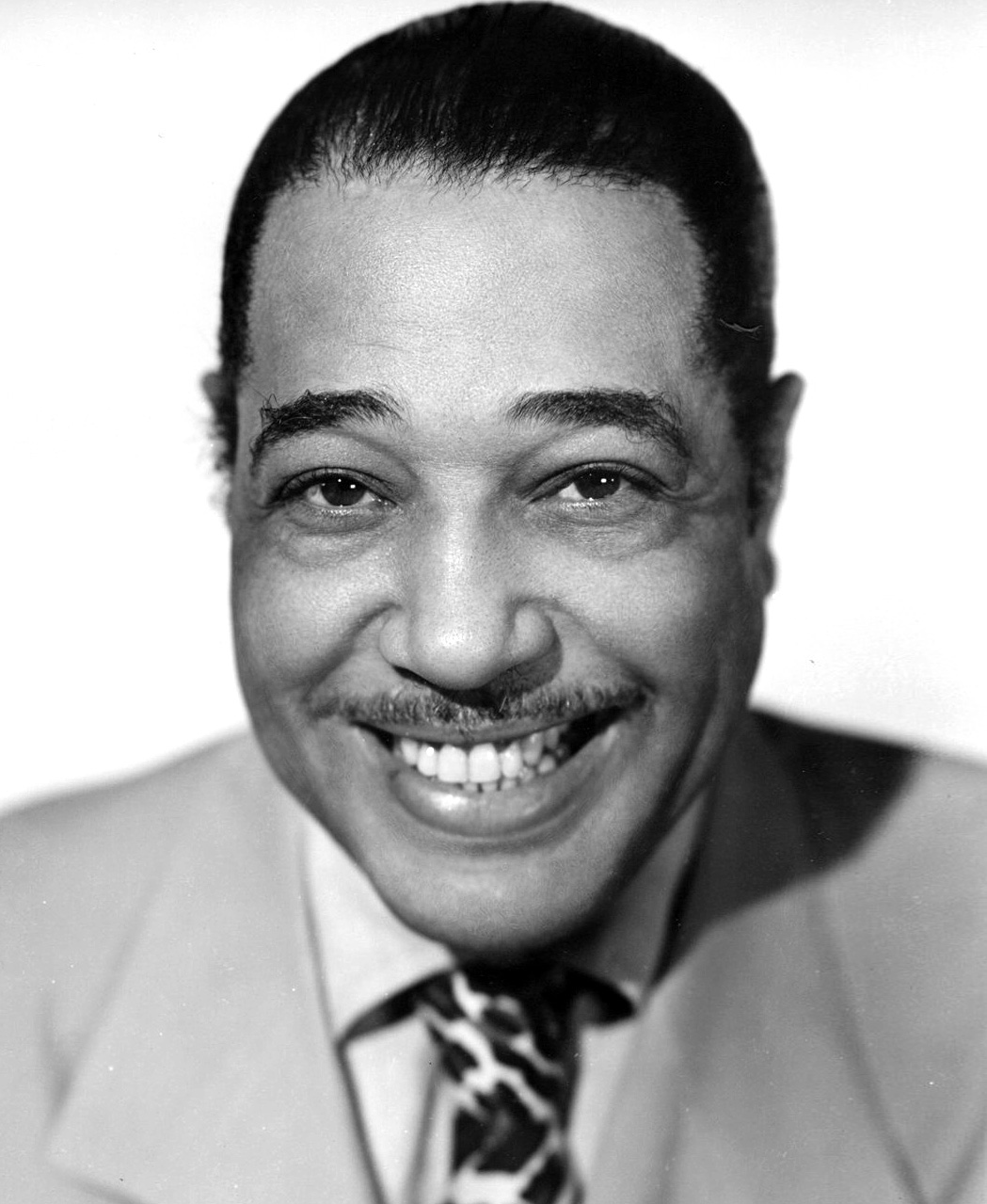
Duke Ellington, jazzman american
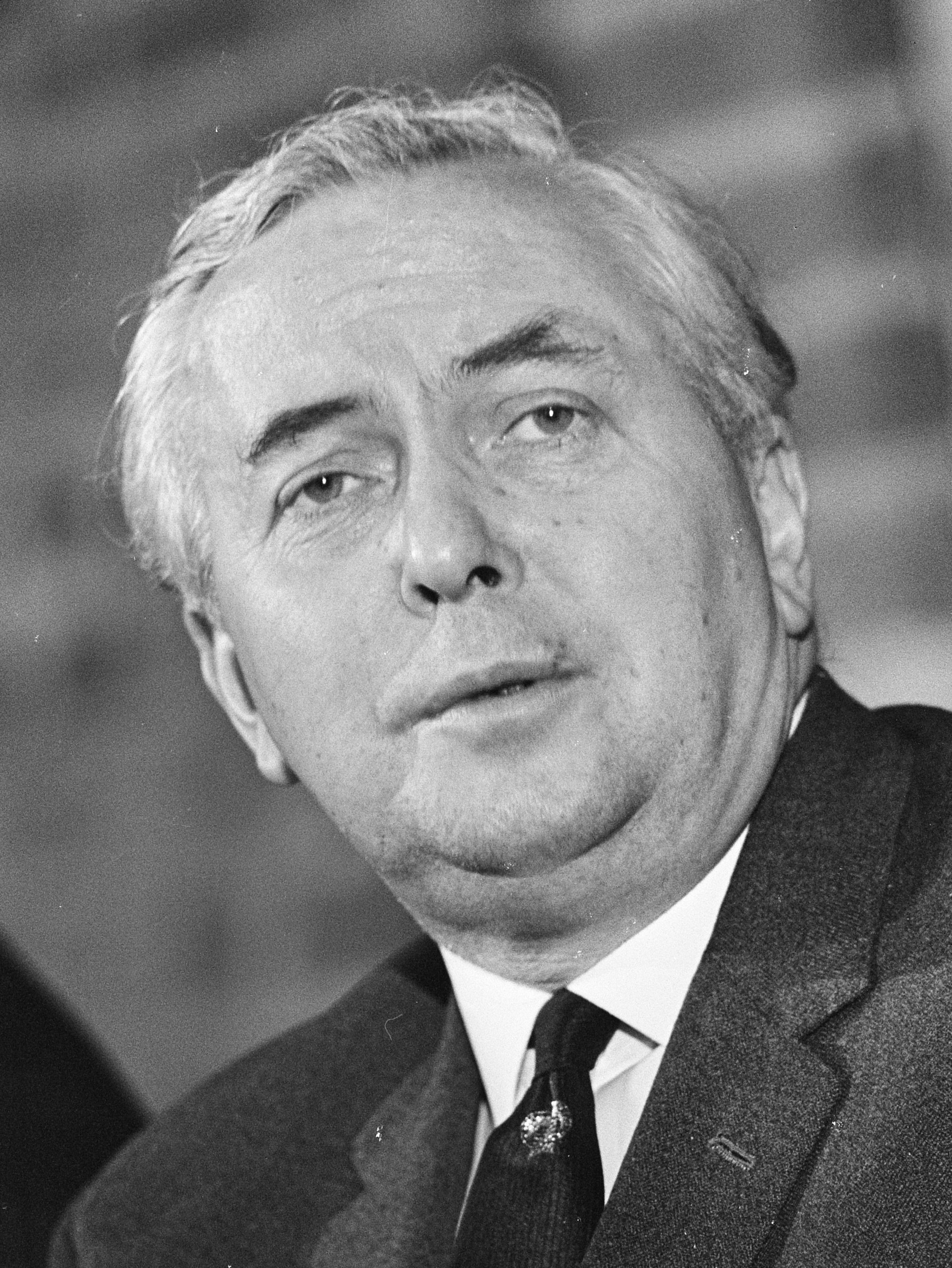
Harold Wilson, prim-ministru al Regatului Unit

- 1974: Duke Ellington, jazzman american (n. 1899)
- 1990: Gabriel Chaborschi, muzician român de origine poloneză (n. 1924)
- 1993: Tibor Cseres, scriitor, ziarist, critic și istoric literar maghiar (n. 1915)
- 1995: Harold Wilson, politician englez, prim-ministru al Regatului Unit (n. 1916)
- 2011: Fănuș Neagu, nuvelist, romancier, dramaturg român (n. 1932)
- 2019: Murray Gell-Mann, fizician evreu-american, laureat Nobel (n. 1929)
- 2023: Tina Turner, cântăreață, actriță și compozitoare americană (n. 1939)

## Sărbători
- Ziua europeană a parcurilor -
- Slovenia: Ziua culturii
- Bulgaria: Ziua scrierii slavone, a învățământului și culturii bulgare
- Eritreea: Ziua națională
- România: Ziua limbii bulgare (Legea nr.100/2015)

### Calendarul creștin ortodox
- Sfântul Cuvios Simeon

### Calendarul greco-catolic
- Cuviosul Simeon din Muntele Minunat

### Calendarul romano-catolic
- Sf. Fecioară Maria, Ajutorul Creștinilor
- Sfinții Donațian și Rogațian